# 江崎勝久
江崎 勝久（えざき かつひさ、1941年（昭和16年）8月27日 - ）は、日本の実業家。江崎グリコの会長。
グリコ創業者・江崎利一の孫。弟の江崎正道は江崎グリコグループのグリコ栄養食品会長。

## 経歴
兵庫県神戸市に父江崎誠一、母芳江の長男として誕生した。灘高等学校を経て、1964年3月、神戸大学経営学部卒業。祖父江崎利一が長年にわたり公私ともに親交があった松下幸之助が率いる松下電器産業（現・パナソニック ホールディングス）に入社。1966年、江崎グリコに入社。
1972年11月、取締役秘書室長就任。1973年11月、代表取締役副社長就任。1982年4月、グリコ栄養食品(株)取締役就任。1982年6月、グリコ協同乳業(株)（後のグリコ乳業(株)）代表取締役会長就任。1982年6月当社代表取締役社長就任。
2009年7月、大阪日米協会会長。2013年4月、旭日中綬章受章。
母校の灘中学校・高等学校同窓会会長 も務める。
2022年3月24日付で会長に就任。

## 人物像

### 学生時代
学生時代にはあまり勉強しなかった。神戸大では灰皿伝説で有名な経営学の泰斗占部都美ゼミに所属。当時、占部都美は売り出し中で、ゼミは月1回か2回ぐらい休講だった。当時は「ああまた休講や」というようなことだった。神戸大学について江崎によれば「神戸大学はあまり役所に入る人は少ないようですけども、私は神戸大学にとって非常に良いことだと思うんですね。神戸大学の１つの特色じゃないかと思うんです。もちろん勉強も大事ですが、そういう意味ではなおさら、もっともっと学生の間に実際の企業で起こっているケーススタディのようなものを勉強する機会があればよいのではないでしょうか。」という。

### グリコ・森永事件
1984年のグリコ・森永事件では3月18日に自宅で誘拐され、身代金として現金10億円と金塊100kgを要求される。現金10億円は日本国内限定の身代金としては過去最高金額と言われている。事件3日後の3月21日に監禁場所から自力で抜け出し、大阪貨物ターミナル駅構内で保護された。その後も6月26日まで犯人からのグリコへの脅迫に悩まされることになる。
自身の誘拐事件については犯人が検挙されず、1994年に時効が成立した。グリコ・森永事件のすべての事件も2000年までに時効が成立し、事件は結局未解決となった。
このグリコ森永事件の発生から30周年に当たる2014年、「怪人28号」なる人物名を名乗る男（年齢・氏名不詳）から、江崎宛に「あれから30年、お金も尽いてきた」などと書かれた脅迫状が送りつけられ、5000万円を要求する事件があった。男は恐喝未遂で2014年11月30日に逮捕された が、グリコ森永事件との直接の関連については低いとされている。

## 家族・親族

### 江崎家

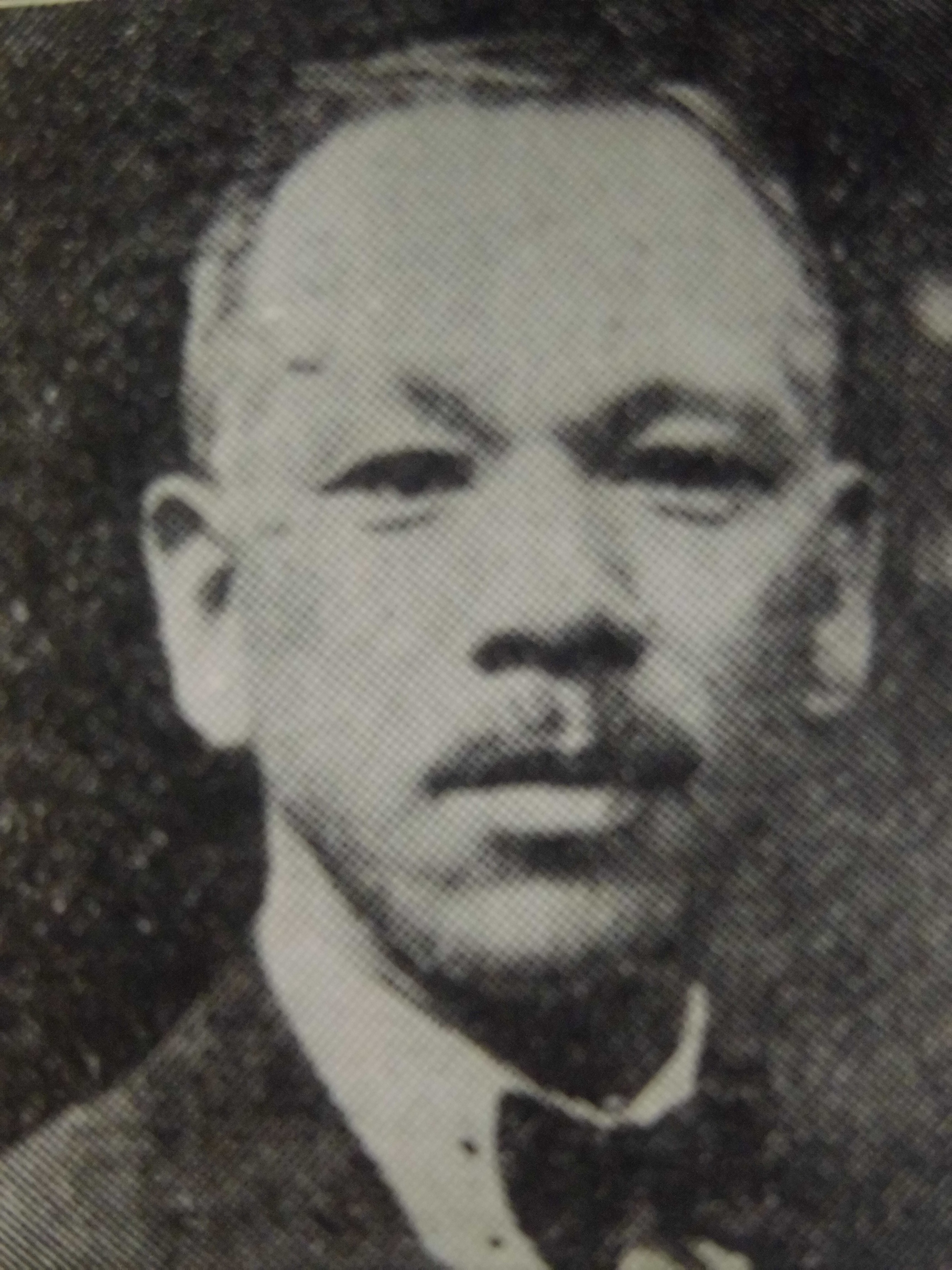
祖父江崎利一

（佐賀県佐賀市蓮池町、大阪府大阪市、兵庫県神戸市・西宮市・芦屋市）
- 祖父・利一(佐賀県人・実業家)

1882年生 - 1980年没
- 祖母
- 父・誠一(佐賀県人・実業家)

1911年生 - 1950年没。
誠一は高級外車やオートバイを乗り回し、猟犬を連れたハンティングが趣味だった。育ちのいいボンボンのような性格だった。1947年ごろ、経営方針をめぐって父・利一と激しい対立があった。1950年、39歳で急死した。死因について、グリコ側(総務部)は「ごく普通の病死」と述べている。
- 母・芳江[14](丸石製薬社長井上治兵衛の四女[14])

2004年没。90歳。大阪市出身。
- 長姉・一子[16](グリコ栄養食品社長高石勝比古の妻)[17]

2001年没
- 次姉[16]
- 弟・正道(実業家)

1944年生 -
- 妻・美恵子(料理研究家)[18]

兵庫県芦屋市育ち。甲南大学在学中に勝久と結婚、隣接の神戸市や西宮市に住んだこともあるが、再び芦屋に戻り、30年。37歳のときには得意の料理の腕を生かしたいと、一念発起し料理学校に入学。調理師免許を取得し、1991年からは自宅で料理教室を開いている。
- 長男・悦朗(実業家)

1972年生 -
2022年3月24日付で、江崎グリコの4代目社長に就任。
- 長女[20]
- 次女[20]

## テレビ出演
- 日経スペシャル カンブリア宮殿 お菓子で人を笑顔にさせる国民的ロングセラー商品を次々生み出すグリコ　ヒットの法則！（2013年4月11日、テレビ東京）[21]